# دبورا آیزنبرگ
دبورا آیزنبرگ (انگلیسی: Deborah Eisenberg؛ ۲۰ نوامبر ۱۹۴۵ – ) نویسنده داستان کوتاه، هنرپیشه و معلم آمریکایی است. ذر سال ۲۰۱۱ جایزه پن/فاکنر برای داستان به او تعلق گرفت. وی همچنین برنده کمک هزینه گوگنهایم شده است. علاوه بر چاپ ۶ مجموعه داستان کوتاه و ۱ نمایشنامه، داستان‌های او در نشریاتی چون نیویورکر، ییل ریویو و نیویورک ریویو اوبوکز منتشر شده است.